# کانگزبرگ
کانگزبرگ (انگلیسی: Kongsberg) شرکت خودروسازی نروژی است، که در سال ۱۹۸۷ تأسیس شد.